# Jim Henson
James Maury (Jim) Henson (Greenville (Mississippi), 24 september 1936 – New York, 16 mei 1990) was een Amerikaanse poppenspeler, producent en regisseur. Hij werd vooral bekend als de bedenker van de Muppets. Een van zijn eerste en bekendste creaties was Kermit de Kikker.

## Biografie
In 1936 werd Jim Henson geboren in Greenville, Mississippi. Samen met zijn toekomstige vrouw Jane Nebel verhuisde hij naar Washington D.C. waar hij in de jaren vijftig poppenshows verzorgde voor de televisie. Daarin ontwikkelde hij de Muppets. Ook experimenteerde hij met technieken voor poppenspelen op televisie. Door slim gebruik te maken van het bereik van de camera kan de speler buiten beeld de pop manipuleren. De poppen zijn uiteindelijk vervolmaakt door de poppenmaker Don Sahlin.
In 1963 verhuisden Henson en zijn vrouw naar New York, waar Frank Oz in dienst van het jonge bedrijf Muppets Inc. kwam. Oz en Henson zouden samen blijven werken. Het spelen van de Muppets werd, vooral in de beginjaren, voornamelijk door hen beiden gedaan.
Op 16 mei 1990 stierf Jim Henson in een ziekenhuis in New York aan een sepsis veroorzaakt door een longontsteking. Hij werd 53 jaar oud. Tijdens de herdenkingsdienst in de Saint Paul's Cathedral werd door zo'n vijftig Muppets het lied 'One Person' ten gehore gebracht, ingezet door Kermit, die ditmaal werd gespeeld door Frank Oz. Daarnaast werd het beroemde 'It's Not Easy Being Green' van Kermit ten gehore gebracht. Na zijn dood werd de leiding van de Jim Henson Company overgenomen door zijn zoon Brian en dochter Lisa. Zijn dochter Cheryl is voorzitter van de Jim Henson Foundation.

## Werk

### Vroeg werk (1954–1968)
Vanaf 1955 maakte Henson Sam and Friends, een vijf minuten durend poppenprogramma. Hiervoor kreeg hij in 1958 een Emmy. In dit programma was een oerversie te zien van wat later Kermit de Kikker zou worden. Oorspronkelijk was Kermit een onduidelijk reptielachtig wezen. Pas later kreeg hij de kraag om zijn nek die hem zijn huidige uiterlijk gaf.
In de jaren zestig volgde een periode van reclamefilmpjes en gastoptredens in verschillende televisieshows. Tussen 1964 en 1968 maakt Henson een aantal experimentele films. In 1965 werd hij genomineerd voor een Oscar voor Beste Korte Film voor Timepiece. In 1969 produceerde Henson nog een experimentele film genaamd The Cube. Deze werd eenmaal op de televisie vertoond en verdween vervolgens ergens op de planken in de vergetelheid. Inmiddels is het stuk wereldwijd herontdekt, en op het internet is niet alleen de oude zwart-wit versie te zien, maar ook een kleurenversie.

### Sesamstraat
In 1969 begon Henson bij PBS het educatieve kinderprogramma Sesame Street. Het programma was erg succesvol. Het loopt nog steeds, werd in 120 landen uitgezonden en kreeg meer prijzen dan welk televisieprogramma dan ook. In twintig landen werd een aangepaste versie van het programma uitgezonden, zoals in Nederland waar het sinds 1976 te zien is onder de naam Sesamstraat. In Sesamstraat is het spel van de Amerikaanse acteurs vervangen door filmclips met Nederlandse (en Vlaamse) spelers, maar de meeste Henson-poppen uit Sesame Street zijn behouden en nagesynchroniseerd: onder meer Bert en Ernie, Koekiemonster, Grover, Elmo en Kermit de Kikker.

### The Muppet Show
In 1976 was The Muppet Show alleen op een commerciële Britse zender te zien. Henson kreeg de show niet aan een Amerikaanse zender verkocht. Uiteindelijk werd, door een mondelinge overeenkomst met de mediamagnaat Lord Grade, de show geproduceerd in Engeland. Al na twee jaar was de show te zien in 106 landen. Iedere week keken wereldwijd 235 miljoen mensen naar de show, die uitgroeide tot een van de succesvolste televisieseries aller tijden. In 1981 kwam er een eind aan de reeks. Daarna volgden er nog wel enkele films. Het programma speelde zich af in een ouderwets variététheater en werd gepresenteerd door Kermit de Kikker. The Muppet Show introduceerde onder andere de personages Miss Piggy, Gonzo, Fozzie Bear en Animal. Het was gericht op een ouder, breder publiek dan Sesamstraat. In 2004 zijn de rechten van de Muppets verkocht aan The Walt Disney Company. Sindsdien mag Kermit niet meer worden gebruikt in nieuwe Sesamstraat-filmpjes.

### Films
The Muppet Show liep vijf seizoenen en kende veel spin-offs, waaronder een aantal films: The Muppet Movie (1979), The Great Muppet Caper (1981), The Muppets Take Manhattan (1984), The Muppet Christmas Carol (1992), Muppet Treasure Island (1996) en Muppets From Space (1999). In 1996 werd The Muppet Show nieuw leven ingeblazen en werd een soortgelijke televisieshow geproduceerd onder de titel Muppets Tonight.
Jim Henson regisseerde veel voor televisie en waagde zich een enkele keer aan de regie van films. Hij deed The Great Muppet Caper en de fantasyfilms The Dark Crystal (1982) en Labyrinth (1986) met David Bowie in een grote rol.
De studio van Henson heeft in de loop der jaren ook veel bijdragen aan filmprojecten van anderen geleverd. Best bekend zijn Yoda uit de Star Wars-cyclus, de poppen in de verfilming van Michael Endes boek The Neverending Story en de dieren in Dr. Dolittle.

### De Freggles en The Storyteller
In 1983 begon Jim Henson een derde succesvolle Muppet-serie: Fraggle Rock. In Nederland is dit kinderprogramma beter bekend als De Freggels. Fraggle Rock is de meest moralistische van Hensons creaties. De wereld van de Freggles is vrolijk en kleurrijk, maar vormt ook een complex systeem van symbiotische relaties tussen verschillende rassen, te weten Freggels, Doeners en Griezels, alsook echte mensen. In deze wereld behandelde Henson op een onderhoudende manier serieuze thema's als vooroordelen, spiritualiteit, identiteit, milieu en sociale conflicten.
In 1988 begon Hensons televisieserie The Storyteller, waarin sprookjes en mythen werden herverteld met gebruikmaking van acteurs en poppen. De rol van Storyteller was, wellicht in verband met zijn specifieke stemgeluid, weggelegd voor de Britse acteur John Hurt. In de serie verschenen de bewerkte verhalen van onder andere De ware bruid, Sprookje van iemand die erop uittrok om te leren griezelen en Bontepels.
Net als aan film leverde de Henson studio ook bijdragen aan televisieseries van andere producenten, zoals Dinosaurs en Farscape.

### Muziek
De studio is eveneens verantwoordelijk voor honderden liedjes die onder meer Sesame Street, The Muppet Show en Fraggle Rock muzikaal omlijstten. Meest bekend zijn de openingsthema's van The Muppet Show en Fraggle Rock en de door Kermit gezongen nummers 'The Rainbow Connection' en 'It's Not Easy Being Green'. Ook erg bekend is 'Mah Na Mah Na', dat overigens niet door de mensen van Henson werd gecomponeerd. Een deel van de liedjes is op verzamelalbums uitgegeven.

## Filmografie

### Televisieproducties onder regie of productie van Jim Henson
- Sam and Friends (1955-1961)
- Tales of the Tinkerdee (1962)
- Jason and the Argonauts, televisiefilm (1963)
- The Wizard of Id (1969)
- The Cube (1969)
- Sesame Street (sinds 1969)
- The Muppet Musicians of Bremen (1972)
- The Muppets Valentine Show (1974)
- Sex and Violence (1975)
- The Muppet Show (1976-1981)
- Emmet Otter's Jug-Band Christmas (1977)
- A Christmas Together (1979)
- Rocky Mountain Holiday (1983)
- Fraggle Rock (1983-1987)
- Muppet Babies (1984-1991)
- The Tale of the Bunny Picnic (1986)
- A Muppet Family Christmas (1987)
- Jim Hensons's The StoryTeller (1988)
- The Jim Henson Hour (1989)
- The StoryTeller: Greek Myths (1990)
- The Muppets at Walt Disney World (1990)

### Films onder regie of productie van Jim Henson
- Time Piece (1965)
- The Muppet Movie (1979)
- The Great Muppet Caper (1981)
- The Dark Crystal (1982)
- The Muppets Take Manhattan (1984)
- Labyrinth (1986)
- The Witches (1990)

### Documentaires met de Muppets met Jim Henson
- The Muppets Go Hollywood (1979)
- The Muppets Go to the Movies (1981)
- Of Muppets and Men (1981)
- A Celebration of 30 Years (1986)

### Films met effecten en creaties uit Jim Henson's Creature Shop
- Star Wars (1977)
- Star Wars: The Empire Strikes Back (1980)
- Star Wars: Return of the Jedi (1983)
- The Neverending Story (1984)
- Dreamchild (1985)

## Nalatenschap: Televisie- en filmproducties met creaties en poppen uit Jim Henson’s Creature Shop

### Documentaires met de Muppets
- The Muppets Celebrate Jim Henson (1990)
- Being Elmo: A Puppeteer's Journey (2011)
- Jim Henson Idea Man (2024)

### Televisieproducties met poppen uit Jim Henson's Creature Shop
- Dinosaurs (1991-1994)
- The Secret Life of Toys (1994-1996)
- Gulliver's Travels (1996)
- Muppets Tonight (1996-1998)
- Bruine Beer in het Blauwe Huis (1997-2006)
- Farscape (1999-2003)
- It's a Very Merry Muppet Christmas Movie (2002)
- Turkey Hollow (2015)
- The Dark Crystal: Age of Resistance (2019)
- Muppets Now (2020)
- Muppets Haunted Mansion (2021)

### Films met poppen uit Jim Henson’s Creature Shop
- The Muppet Christmas Carol (1992)
- Muppet Treasure Island (1996)
- Muppets from Space (1999)
- Kermit's Swamp Years (2002)
- The Muppets' Wizard of Oz (2005)
- The Muppets (2011)
- Muppets Most Wanted (2014)

### Overige films met effecten en creaties uit Jim Henson's Creature Shop (selectie)
- Teenage Mutant Ninja Turtles 1 (1990)
- Teenage Mutant Ninja Turtles II: The Secret of the Ooze (1991)
- The Flintstones (1994)
- Babe (1995)
- George of the Jungle (1997)
- Lost in Space (1998)
- Dr. Dolittle (1998)
- Merlin (1998)
- Alice in Wonderland, televisiefilm (1999)
- Animal Farm, televisiefilm (1999)
- The Flintstones in Viva Rock Vegas (2000)
- Le Pact le loups (2001)
- Cats & Dogs (2001)
- The Hitchhiker's Guide to the Galaxy (2005)
- Where the Wild Things Are (2009)
- The Place of No Words (2019)